# Diondre Overton
Diondre Overton (Greensboro, Carolina del Norte; 19 de abril de 1998-Greensboro, Carolina del Norte; 7 de septiembre de 2024) fue un jugador estadounidense de fútbol americano que jugó en la posición de wide receiver.

## Carrera

### Universitario
Overton a nivel universitario jugó para los Clemson Tigers, a quien eligió por encima de NC State, North Carolina, South Carolina y Tennessee. En su primer año en 2016 apenas tuvo dos recepciones para 48 yardas y un touchdown, la cual fue en su primera recepción de carrera. En 2017 Overton jugó 14 partidos donde tuvo 14 recepciones para 178 yardas. En 2018 volvió a tener 14 recepciones pero con 3 touchdowns, donde consiguió 199 yardas en 14 partidos.
En 2019 Overton tuvo 22 recepciones para 352 yardas y tres touchdowns en 15 partidos, cinco de ellos como titular. Fue elegido como capitán del equipo y seleccionado como Academic All-Atlantic Coast Conference (ACC). En la victoria ante Boston College impuso el récord de la universidad con tres recepciones para touchdown, además de una marca personal de 119 yardas y seleccionado como jugador ofensivo de la semana en la ACC.
Overton fue campeón nacional con Clemson en dos ocasiones (2016 y 2018), y en su carrera universitaria tuvo 52 recepciones para 777 yardas y siete touchdowns.

### Profesional
Después de estar inactivo en 2020, Overton firma un contrato con los Hamilton Tiger-Cats de la Canadian Football League en junio de 2021. Poco tiempo después sería dejado en libertad. En noviembre del mismo año Overton es contratado por los Vienna Vikings de la European League of Football.
Overton fue seleccionado por los Philadelphia Stars de la United States Football League (USFL) en la ronda 16 del Draft de la USFL de 2022. Se declaró inactivo para el partido ante los Tampa Bay Bandits el 21 de mayo de 2022 por un tirón en su brazo.
El 4 de octubre de 2023 Overton firma con los Pittsburgh Maulers en la USFL como agente libre. Lametablemante los Maulers desaparecieron cuando la XFL y la USFL se fusionaron para crear la United Football League (UFL).
El 5 de enero de 2024 Overton fue seleccionado por los Memphis Showboats para el Draft de dispersión de 2024.

## Muerte
Overton murió a los veintiséis años de un disparo con una pistola el 7 de septiembre de 2024 en su natal Greensboro, Carolina del Norte, mientras asistía a una fiesta.